# NGC 4950
NGC 4950 је спирална галаксија у сазвежђу Кентаур која се налази на NGC листи објеката дубоког неба.
Деклинација објекта је - 43° 30' 1" а ректасцензија 13h 5m 36,4s. Привидна величина (магнитуда) објекта NGC 4950 износи 13,9 а фотографска магнитуда 14,9. NGC 4950 је још познат и под ознакама ESO 269-47, MCG -7-27-31, DCL 490, PGC 45294.